# Bitter Suites to Succubi
Bitter Suites to Succubi es esencialmente un EP (el tercero de la banda) Cradle of filth - o un "mini álbum transitorio" según las palabras de Dani Filth - que zanjan las diferencias entre Midian y Damnation and a Day mientras la banda negociaba el cambio de productora desde Music For Nations a Sony. El EP sólo presenta seis nuevos temas (dos de los cuales son instrumentales), pero es reforzado a ser un álbum con tres regrabaciones del álbum The Principle of Evil Made Flesh, y una versión. También se hicieron dos vídeos de dos nuevos temas del álbum. Fue la primera entrega con su propia producción Abracadaver. Excepcionalmente en el canon de la banda, presenta exactamente a los mismos miembros del álbum anterior. Es el último álbum que presenta a Robin Eaglestone como bajista de la banda antes de que entrara Dave Pybus en su sustitución y del guitarra Gian Pyres antes de ser sustituido por James McllRoy en la gira de Damnation And A Day en 2003.
"Dinner at Deviant's Palace" es en realidad el Padre Nuestro tocado al revés (en inglés).

## Lista de temas
1. "Sin Deep My Wicked Angel" – 2:23
2. "All Hope in Eclipse" – 6:39
3. "Born in a Burial Gown" – 4:46
4. "Summer Dying Fast" – 5:21
5. "No Time to Cry" (Cover de Sisters of Mercy) – 3:22
6. "The Principle of Evil Made Flesh" – 4:49
7. "Suicide and Other Comforts" – 6:57
8. "Dinner at Deviant's Palace" – 2:59
9. "The Black Goddess Rises II" – 7:22
10. "Scorched Earth Erotica" – 4:56

## Créditos
- Dani Filth - Vocal
- Paul Allender - Guitarra
- Robin Eaglestone - Bajo
- Martin Powell - Teclados
- Gian Pyres - Guitarra
- Adrian Erlandsson - Batería
- Sarah Jezebel Deva - Voz de acompañamiento